# الفن الصومالي
الفن الصومالي هو الثقافة الفنية للشعب الصومالي، تاريخياً ومعاصراً. وتشمل هذه التقاليد الفنية الفخار والموسيقى والهندسة المعمارية ونحت الخشب وأنواعًا أخرى. يتميز الفن الصومالي بمذهبه، جزئياً نتيجة للتأثير الأثري لأساطير ما قبل الإسلام للصوماليين إلى جانب معتقداتهم الإسلامية في كل مكان. ومع ذلك، كانت هناك حالات في الماضي لرسومات فنية تمثل كائنات حية مثل الطيور الذهبية على مظلات مقديشان، واللوحات الصخرية القديمة في أرض الصومال، والزخارف النباتية على المقابر الدينية في الصومال، لكنها تعد نادرة. بدلاً من ذلك، كانت الأنماط المعقدة والتصاميم الهندسية والألوان الجريئة والعمارة الضخمة هي القاعدة.

## التاريخ
أقدم دليل على الفن في شبه الجزيرة الصومالية هي لوحات صخرية تعود إلى ما قبل التاريخ. يُعتقد أن الفن الصخري لـ لاس جيل هو من أفضل الفنون المحفوظة في إفريقيا، إذ يمثل الأبقار في أردية احتفالية يرافقها البشر. جرى تزيين أعناق الأبقار بنوع من الجبس، وقد صورت بعض الأبقار على أنها ترتدي أردية زخرفية. لا تُظهِر اللوحات الأبقار فحسب، بل تُظهِر أيضًا كلاباً مستأنسة، وعدة لوحات لكلبيات وزرافة. 
يمكن رؤية جوانب أنماط العمارة والفنون الصومالية القديمة في مختلف الحضارات الصومالية التي ازدهرت في ظل الإسلام، لا سيما خلال العصر الذهبي لمقديشان وإمبراطورية أجوران (خاصة في مجال الهندسة المعمارية).  في أوائل العصر الحديث والمعاصر، شكل الشعر والمغامرات المسرحية الكثير من الثقافة الفنية الصومالية اليوم.
النحت، المعروف في الصومال باسم قوريس، هو مهنة تحظى باحترام كبير في الصومال في كل من العصور التاريخية والحديثة. استخدم العديد من سكان المدن الأثرياء في العصور الوسطى بشكل منتظم أفضل النحاتين للخشب والرخام في الصومال للعمل في الديكورات الداخلية والمنازل. تعد المنحوتات الموجودة على المحاريب وأعمدة المساجد الصومالية القديمة من الأقدم في القارة. كان يعد النحت الفني من اختصاص الرجال على غرار الطريقة التي كانت صناعة النسيج الصومالية فيها من الأعمال النسائية بشكل أساسي. بين البدو، كان النحت، وخاصة الأعمال الخشبية، منتشراً على نطاق واسع ويمكن العثور عليه على الأشياء الأساسية مثل الملاعق والأمشاط والأوعية، ولكنه شمل أيضًا هياكل أكثر تعقيدًا مثل المنزل البدوي المتنقل، العقل. في العقود العديدة الماضية، احتل النحت التقليدي للنوافذ والأبواب والأثاث المرتبة الثانية في إدخال ورشات العمل التي تستخدم الآلات الكهربائية والتي تحقق النتائج نفسها في فترة زمنية أقصر نسبياً.
[[:en:File:LaasGeel.jpg|]]فن صخري قديم يصور جمل

## الغزل والنسيج
تعد ثقافة النسيج في الصومال قديمة، وقد عُدَّ مركز النسيج الصومالي في مقديشو أحد مراكز النسيج الرئيسية في المحيط الهندي، من القرن الثالث عشر على الأقل وحتى أواخر القرن التاسع عشر. وتنافست مع الهنود ولاحقاً الأمريكيين في الأسواق المحلية والأجنبية مثل مصر وسوريا.

## الأعمال المعدنية
مثَّل صاغة الذهب والحدادون في المدن الحضرية، على الرغم من تجنبهم في كثير من الأحيان من قبل الثقافة البدوية المهيمنة بسبب احتلالهم، عرض سكان المدينة التقليدي للثروة والسلطة من خلال الحلي مثل المجوهرات للنساء، أو الخنجر الصومالي (التوراي) المصمم بشكل معقد للرجال.
هندسة عامة

## العمارة الصومالية

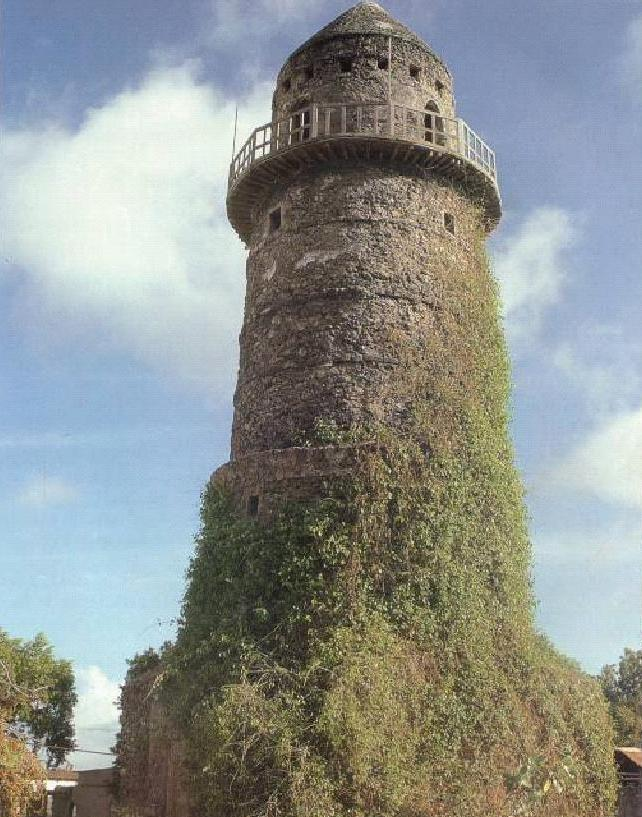
برج المنارة في مقديشو ، الصومال.

هي تقليد غني ومتنوع للهندسة وتصميم أنواع مختلفة من البناء مثل المدن الحجرية والقلاع والحصون والمساجد والمعابد والقنوات المائية والمنارات والأبراج والمقابر خلال العصور القديمة والعصور الوسطى وأوائل العصور الحديثة في الصومال، بالإضافة إلى اندماج العمارة الصومالية الإسلامية مع التصاميم الغربية في العصور المعاصرة.
في الصومال القديمة، كانت الهياكل الهرمية المعروفة في الصومال باسم تالو أسلوب دفن شائعًا، إذ تنتشر المئات من هذه الآثار الحجرية في جميع أنحاء البلاد اليوم. بُنيت المنازل من الحجر الملبس على غرار تلك الموجودة في مصر القديمة، وهناك أمثلة على الأفنية والجدران الحجرية الكبيرة مثل الجدار الصحافي الذي يحيط بالمستوطنات.
جلب تبني الإسلام في أوائل العصور الوسطى من تاريخ الصومال تأثيرات معمارية إسلامية من شبه الجزيرة العربية وبلاد فارس، ما حفز التحول من الحجر الجيري والمواد الأخرى ذات الصلة في البناء إلى الحجر المرجاني والطوب المجفف والاستخدام الواسع للحجر الجيري في العمارة الصومالية. بُنيت العديد من التصاميم المعمارية الجديدة مثل المساجد على أنقاض الهياكل القديمة، وهي ممارسة ستستمر مراراً وتكراراً على مدار القرون التالية.
الفن المرئي ليس جديدًا على المجتمعات الصومالية. يركز الفن المرئي أي اللوحات على المناظر الطبيعية الريفية واللوحات الملونة للحياة الثقافية. يعرض بعض الفنانين المرئيين المعروفين مهاراتهم من خلال وجودهم على مواقع الإنترنت الصومالية. يظهر الفن المرئي كفصل جديد في تاريخ الثقافة الصومالية. بالنسبة للبعض، يُفسر الفن المرئي على أنه مناهض للدين، لأنه يتضمن خلقاً جسدياً للإنسان. يوجد عدد قليل جدًا من الفنانين البصريين الصوماليين. وهم أقل تمثيلاً في عالم الفن الأفريقي الحديث. أنشأ بعض الفنانين المرئيين الصوماليين المعروفين مواقع الويب الخاصة بهم مثل www.osmanart.net. يدير هذه الصفحة فنان وكاتب طبي صومالي- محمد بوي عثمان. هناك العديد من الفنانين التشكيليين الصوماليين، من أشهر الفنانين الصوماليين السيد أمين أمير وعبد الفنون. هناك أيضاً مرئي بدرجة جامعية في الفن مثل السيد علي والسيد عزيز.